# 佛得角經濟
佛得角，是一個缺乏資源，遭受嚴重干旱的小群島國家。農業由於缺水而變得困難，只有四個島嶼可全年農作。大部分國內生產總值來自服務行業。佛得角經濟自20世紀90年代後期以來一直穩步增長，現在正式被認為是一個平均發展的國家，是1994年的博茨瓦納之後，才是第二個非洲國家實現這一轉型。
佛得角與葡萄牙在經濟各個領域都有重要的合作關係，導致它將貨幣（佛得角埃斯庫多）首先連接葡萄牙士姑度，並於1999年與歐元掛鉤。

## 資源
佛得角約75％的食物需要進口，因此每年出現高額貿易逆差，外援和移民匯款佔GDP的20％以上。1991年新民主主義政府發起的經濟改革，旨在發展私營部門，吸引外國投資，使經濟多元化。自1991年以來，政府的政策包括歡迎外國投資者和實施的私有化計劃。
佛得角魚貝類豐富，但只有少量出口。佛得角擁有冷藏和冷凍設施，在明德利，普拉亞和薩爾擁有魚類加工廠。但是，漁獲大多是龍蝦和金槍魚，並沒有得到充分利用。
經濟是以服務業為導向，商務，交通和公共服務佔國內生產總值的近70％。雖然近35％的人口居住在農村，但2010年農業佔國內生產總值的比例只有9.2％（高於1995年的8.9％）;1998年，漁業佔1.5％。
佛得角政府將促進發展旅遊，輕工製造業和漁業，以及運輸，通訊和能源設施作為推動市場經濟和私營部門的首要任務。在一九九四至九五年度，佛得角共收到約五千萬美元的外國投資，其中有五成在工業上，百分之十九是旅遊業，百分之三十一為漁業及服務業。 2000年的前景在很大程度上取決於維持援助流動，匯款以及政府發展計劃的勢頭。

## 礦業
礦業對該國經濟只有很少的貢獻。該國大部分礦產都是進口的，至2007年，礦產品的生產僅限於博阿維斯塔島，薩爾島和圣维森特岛群島的粘土和石灰石(圣安唐岛);馬約島島上的石膏和鐵礦石。截至2007年，佛得角不是天然氣或石油生產國。

## 交通
佛得角位於大西洋中部空中和海路十字路口的戰略位置，由於明德洛港（Porto Grande）和薩爾國際機場的重大改善得到加強。明德洛的船舶維修設施於1983年開放，明德洛和普拉亞的港口最近進行了翻修。佛得角的主要港口是明德洛和普拉亞，但所有其他島嶼都有小型港口設施，其中一些將在不久的將來擴大。除了薩爾島的國際機場外，所有的機場位於有人居住的島嶼上，除了最小但危險的布拉瓦島，因此在幾次失敗的降落之後被關閉。佛得角有3,050公里（1830英里）的道路，其中1,010公里（606英里）是鋪好的。新的普拉亞國際機場目前正在運作。

## 國際組織
佛得角是一個發展中國家，被聯合國列入小島嶼發展中國家名單。
2007年，聯合國從佛得角從最不發達國家的類別除名。2007年12月18日，世界貿易組織總理事會批准了佛得角加入世貿組織的一攬子方案。並於2008年7月23日加入，該方案要求佛得角適應其一些經濟規定。特別是需要引入新的海關法，並引入符合“與貿易有關的知識產權協定”的版權和專利法。根據世界知識產權組織（WIPO）的報告，佛得角沒有專利，商標和工業品外觀設計等工業產權法，但是有版權法。世貿組織總幹事帕斯卡爾·拉米說：“我非常高興歡迎佛得角成為新成員，這個新成員將加強多邊貿易體系，作為世貿組織的一部分，佛得角將繼續融入世界經濟。